# Pizzicato-Polka
Pizzicato-Polka är en polka utan opusnummer av bröderna Josef och Johann Strauss den yngre. Den framfördes första gången den 24 juni 1869 i Pavlovsk i Ryssland. Pizzicato-Polka ska inte förväxlas med Neue Pizzicato-Polka (op. 449) från 1892, som Johann Strauss komponerade själv.

## Historia
1869 tog Johann Strauss med sig brodern Josef på sin konsertturné till Pavlovsk utanför Sankt Petersburg i Ryssland. Den 13 juni skrev Johanns hustru Jetty ett brev till Josefs hustru Caroline i Wien: "Pepi [Josef] och Jean [Johann] skriver en polka tillsammans, som kommer bli något alldeles nytt". Nästan 23 år senare, den 1 april 1892, berättade Johann detaljerna bakom samarbetet i ett brev till sin förläggare Fritz Simrock: "Jag rådde min bror Josef att komponera någonting som skulle slå an i Sankt Petersburg, och föreslog att han skulle förbereda en pizzicatopolka. Han ville inte göra det - han är alltid så obeslutsam - till sist föreslog jag att polkan skulle skrivas av oss båda. Han gick med på det och se - polkan orsakade ett uppståndelse i ordets rätta bemärkelse".
Enligt musikern F.A. Zimmermann (violaspelare i orkestern) spelades verket inte mindre än nio gånger första gången den 24 juni 1869. Publikens vilda entusiasm kan ha berott på att det troligen var första gången de hörde en sådan musikalisk nyhet - med pizzicato menas att musikern knäpper på strängarna i stället för att använda stråken (Léo Delibes berömda 'Pizzicato-Polka' från baletten Sylvia kom inte förrän 1876). Med tanke på det är det lite märkligt att bröderna uteslöt polkan från sina nästa elva konserter och inte spelade den förrän vid deras välgörenhetskonsert den 6 juli 1869, då den fick tas om totalt sju gånger. 
Josef Strauss framförde Pizzicato-Polka i Wien första gången den 14 november 1869 vid en av sina promenadkonserter med Capelle Strauss i Sofienbad-Saal.

## Om polkan
Speltiden är ca 2 minuter och 59 sekunder plus minus några sekunder beroende på dirigentens musikaliska tolkning.

## Weblänkar
- Pizzicato-Polka i Naxos-utgåvan.